# Pantalon taille basse

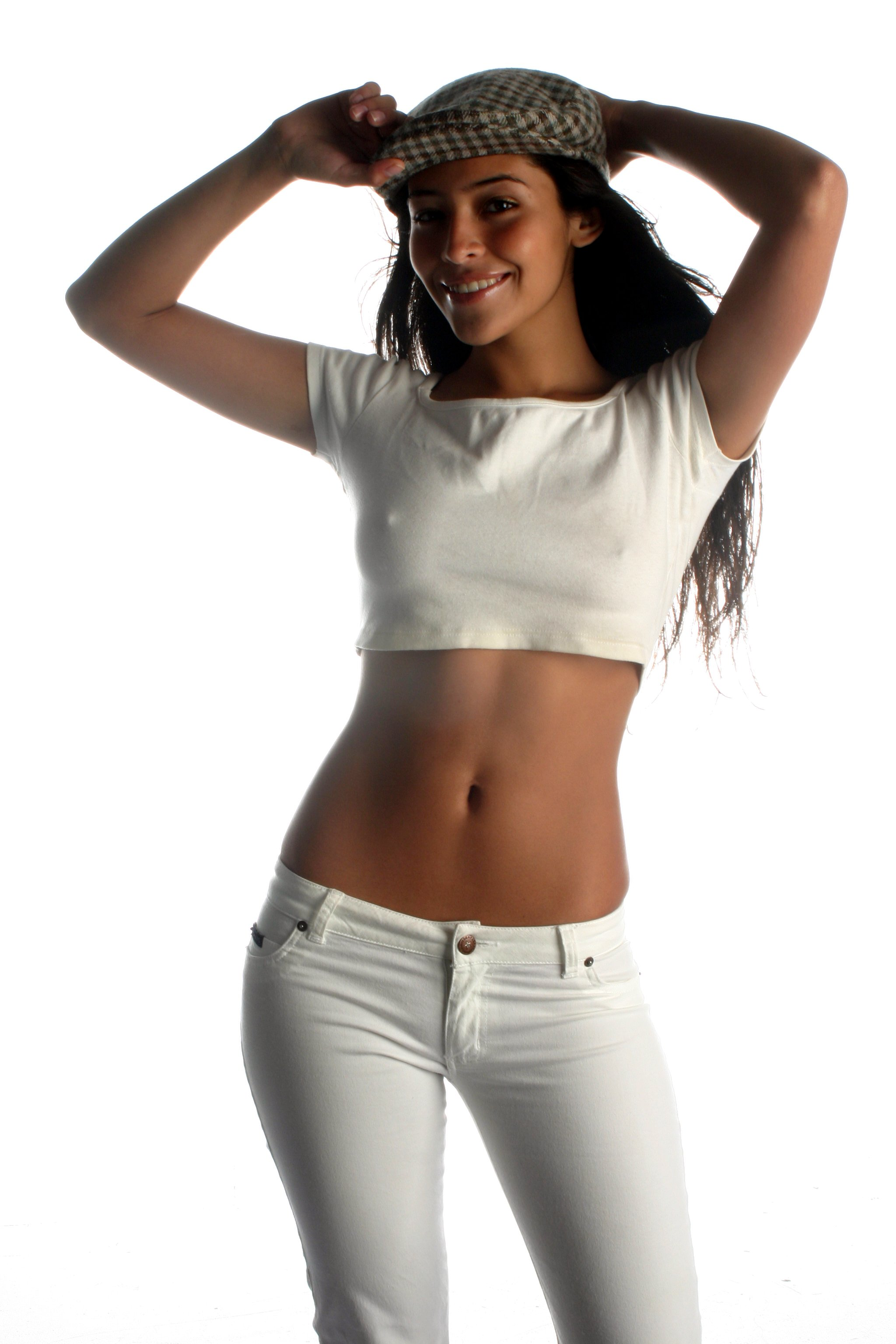
Une jeune femme porteuse d'un pantalon taille basse.

Le pantalon taille basse est un pantalon prévu pour se porter au-niveau ou en dessous des hanches. 

## Origine
Porté par des hommes ou des femmes, le pantalon taille basse est apparu dans les années 1960. Il a regagné en popularité depuis les années 1990, plus symboliquement dans les collections d'Alexander McQueen dès 1993 (pantalon dit « bumster ») et les collections « porno chic » de Tom Ford qui a utilisé la taille basse jusqu'à la limite du corps humain avec une taille de quelques centimètres sur les pantalons qu'il dessine alors.

## Sagging
Le sagging est une mode répandue chez les jeunes hommes (parfois femmes) consistant à porter le pantalon « en dessous » des hanches (ou des fesses) de façon à dévoiler leur sous-vêtement.
Cette tendance serait née dans les prisons américaines, où le port de la ceinture est souvent interdit pour des raisons de sécurité. Une fois dehors, les ex-prisonniers continueraient à se vêtir ainsi par signe de reconnaissance ou de rébellion.
Une légende urbaine prétend que s'exhiber ainsi aurait été pour les prisonniers une façon de signaler qu'ils étaient prêts à avoir des relations sexuelles avec les autres détenus. Cette rumeur reste toutefois peu crédible et apparaît davantage comme un argument de dissuasion employé par les opposants au sagging.